# Полігон злітно-посадкових систем «Нитка»
45°4′57″ пн. ш. 33°34′57″ сх. д. / 45.08250° пн. ш. 33.58250° сх. д.

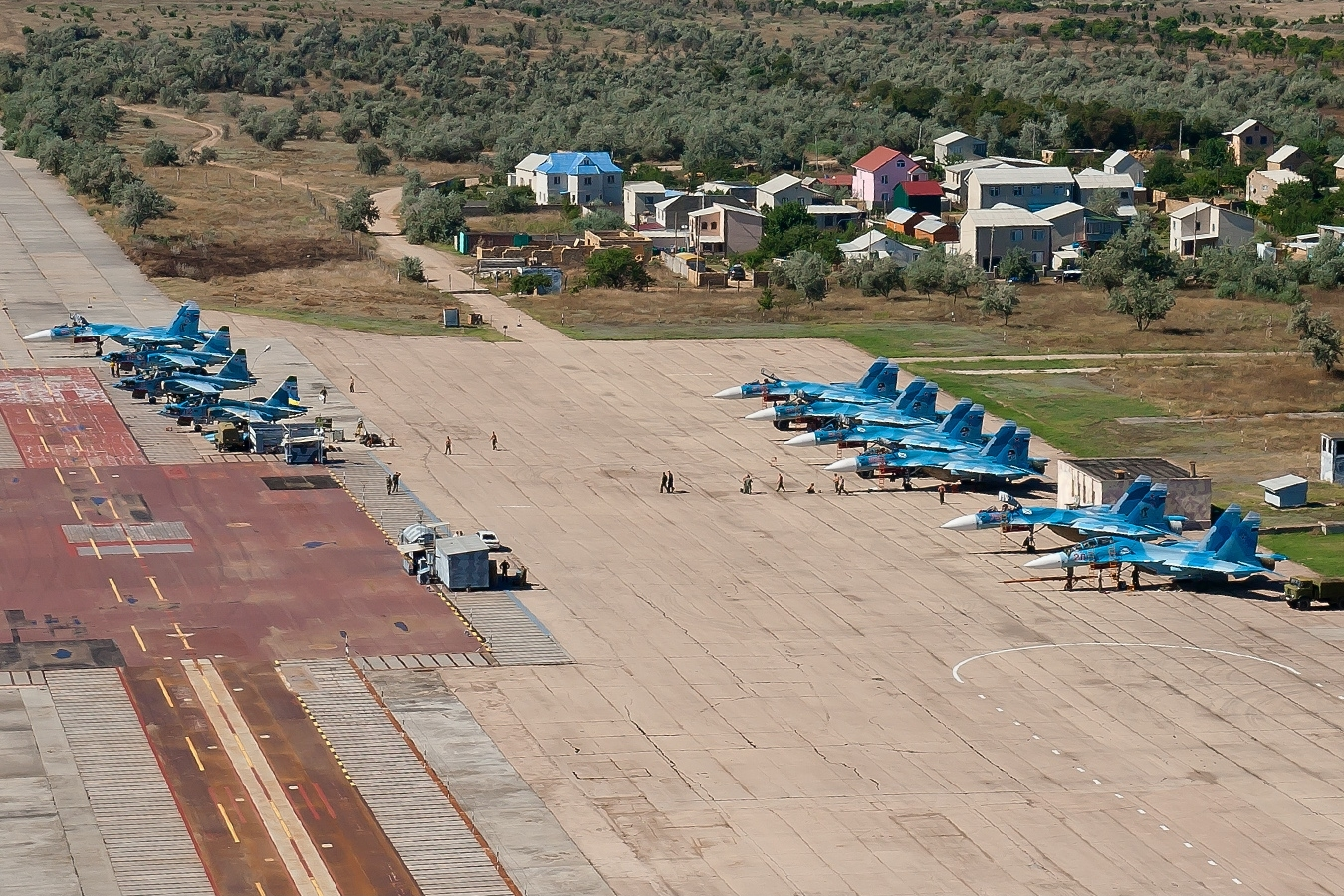
Вигляд злітно-посадкового блоку комплексу НИТКА з повітря. 2010 рік

Полігон злітно-посадкових систем «Нитка» (від абр. НИТКА: рос. Наземный Испытательный Тренировочный Комплекс Авиационный) — науково-тренувальний комплекс, збудований за часів СРСР для відпрацювання льотчиками палубної авіації техніки зльоту і посадки літака на палубу авіаносця. Комплекс розташований на авіабазі «Саки» (смт Новофедорівка, раніше «Саки-4») поблизу міста Саки, що в Криму. Попередня назва — НИУТКА (рос. Научно-Испытательный Учебный Тренажер Корабельной Авиации).

## Склад комплексу
Тренажер складається з основного злітно-посадкового блоку і злітно-посадкової смуги зі стартовим трампліном. Обладнаний потужними паросиловими й електрогідравлічними пристроями — катапультами й аерофінішерами.
Злітно-посадковий блок, виконаний врівень з поверхнею льотного поля, складається з таких основних елементів:
- Стартовий блок БС-1 з паровим кидковим пристроєм (аналог стартової катапульти). Блок використовувався для проведення випробувань аерофінішерів. Зараз не використовується.
- Стартовий блок БС-2. Блок БС-2-2 використовується для тренувальних посадок літаків на аерофінішер. Поряд з стартовим блоком зарезервоване місце для другого кидкового пристрою (катапульти).
- Паросилова установка — паровий котел КВГ-2-1, продуктивністю 115 тонн пари на годину, тиском 64 атмосфери та температурою пари 470 °С.

Блок обладнаний аварійними затримуючими пристроями й аварійними сітками.
Спрямована в бік моря злітно-посадкова смуга (орієнтована 225/45) має довжину 290 метрів. ЗПС обладнана стартовим трампліном Т-2 з кутом відриву 14 градусів.
Загальна вага металоконструкцій комплексу разом з трампліном становить близько 12000 тонн. «Нитка» вважається найбільшим тренажером даного типу в світі. Обслуговування комплексу та підтримання його в робочому стані здійснює близько 180 військових фахівців.
На «Нитці» встановлена корабельна оптична система посадки «Луна», КДП обладнаний системою управління польотами «Циліндр», яка являє собою один контур аналогічної корабельної системи «Резистор-К4».
Таким чином, на тренажері може здійснюватися підготовка льотчиків палубної авіації на усі типи авіаносців: з палубою для вертикального, катапультного і трамплінного зльоту.
Згідно з українсько-російською угодою про використання полігону злітно-посадкових систем «Нитка» від 7 лютого 1997 року до цілісного комплексу полігону злітно-посадкових систем «Нитка» входять 19 об'єктів:

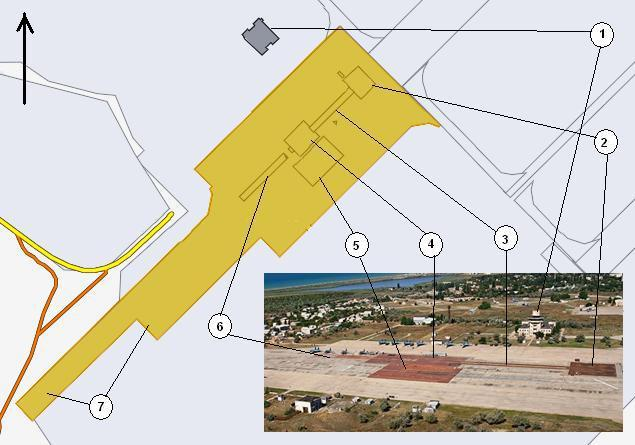
Схема комплексу НИТКА.
1. Командно-диспетчерський пункт;
2. Стартовий блок БС-1;
3. Трек парової стартової катапульти;
4. Стартовий блок БС-2 (під ним — паросилова установка);
5. Блок аерофінішерів БС-2-2;
6. Місце зарезервоване для другої катапульти;
7. Злітно-посадкова смуга з трампліном

.
| № з/п | Найменування об'єкта                | Рік побудови |
| ----- | ----------------------------------- | ------------ |
| 1     | Штаб частини                        | 1937         |
| 2     | Майстерні                           | 1979         |
| 3     | Підсобне приміщення                 | 1979         |
| 4     | Прирейковий склад                   | 1980         |
| 5     | Караульне приміщення                | 1981         |
| 6     | Караульне приміщення                | 1980         |
| 7     | Дизельна електростанція             | 1988         |
| 8     | Димова труба з каналами             | 1984         |
| 9     | Утримуючий пристрій                 | 1984         |
| 10    | Морський водозабір                  | 1988         |
| 11    | Насосна зворотного водозабезпечення | 1988         |
| 12    | Флотаційна станція                  | 1986         |
| 13    | Камера переключення                 | 1985         |
| 14    | Злітно-посадковий блок              | 1986         |
| 15    | Резервуар (1000 метрів)             | 1986         |
| 16    | Резервуар (500 метрів)              | 1986         |
| 17    | Блок БС-2-2                         | 1982         |
| 18    | Трамплін                            | 1984         |
| 19    | Казарма                             | 1953         |

## Історія будівництва
Будівництво тренажерного комплексу в авіагарнізоні Саки-4 було розпочате 1977 року після вводу в експлуатацію першого авіаносного крейсера проєкту 1143 важкого авіаносного крейсера «Київ». Будівництво кожного наступного авіанесучого крейсера здійснювалося за новим проєктом, паралельно створювалися нові типи літаків палубної авіації, тому потрібен був спеціальний полігон, на якому б відпрацьовувалися методика зльоту-посадки літаків на усі перспективні проєкти авіаносців, випробувалися нові прототипи літаків корабельної авіації з укороченими зльотом і посадкою.
Проєкт тренажерного комплексу був розроблений Невським проєктно-конструкторським бюро (Санкт-Петербург). Основні споруди комплексу — злітно-посадкові блоки будував і здійснював монтаж Чорноморський суднобудівний завод (Миколаїв). Аерофінішери й трампліни — «Пролетарський завод» (Ленінград). Усіма роботами з будівництва НИТКА керував старший будівельник ЧСЗ Олексій Іванович Середін.
Усі конструкції, які монтувалися на тренажері — основні блоки, а потім і трампліни виготовлялися секціями в Миколаєві на Чорноморському заводі й транспортувалися морем до Новофедорівки, де був споруджений спеціальний причал, створена виробнича база заводу для організації повноцінного будівництва.

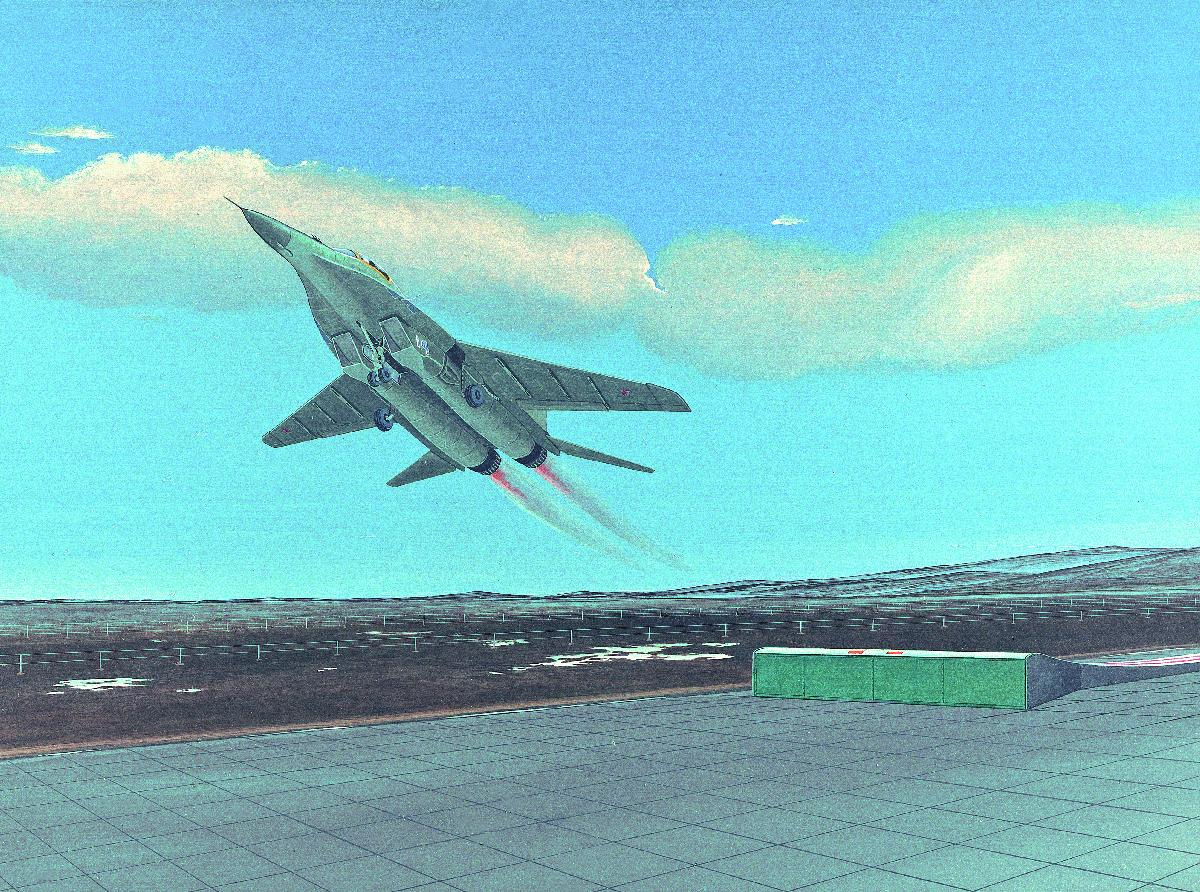
Таким уявляли секретний об'єкт під Саками агенти РУМО США у 1980-х: «The MiG-29 FULCRUM and other aircraft were adapted and evaluated for ramp-assisted takeoff at Saki naval airfield on the Crimean Peninsula»

Генеральний штаб ЗС СРСР постійно чинив тиск на ГШ ВМФ і Мінсудпром, знижуючи обсяги фінансування з метою припинення робіт з будівництва кидкового пристрою (катапульти), а в жовтні 1980 року повністю припинив фінансування «Нитки», коли її готовність оцінювалася на 65-70 %. На цей період був сформований основний злітно-посадковий блок БС-1, в якому йшов монтаж механізмів енергоустановки, аерофінішерів і катапульти № 1, а також було сформовано корпус другого (посадкового) блоку БС-2-1. Була підготовлена спільна доповідь головнокомандувача ВМФ Сергія Георгійовича Горшкова і директора ЧСЗ Юрія Івановича Макарова міністру оборони Д. Ф. Устинову, де окрім «Нитки», був зроблений акцент на необхідності створення справжнього авіаносця з палубою для горизонтального зльоту і посадки літаків. Крім того, в цій доповіді зазначалося, що за розрахунками інститутів і ДКБ міністерства авіаційної промисловості є можливість зльоту з коротким розгоном літаків типа Су-27 з польотної палубі корабля із застосуванням трампліна з кутом сходу 15-20 градусів.
Після цього активізувалися роботи з виготовлення катапульти (шифр НДДКР «Світлана-1»), внутрішній діаметр двох циліндрів якої дорівнює 50 см, а довжина — близько 90 м. Щоб катапульта протягом декількох секунд змогла розігнати літак до швидкості зльоту 270–280 км/год, вимагалося накопичити максимальну кількість пари, а потім миттєво направити її під човник катапульти. Волгодонський завод «Атоммаш» виготовив для «Нитки» експериментальні пароакумулятори і систему жаростійких трубопроводів, здатних пропускати великі обсяги пари високого тиску.
1982 року комплекс було введено в експлуатацію без паросилової установки й катапульти. На тренажері розпочалася підготовка екіпажів літаків вертикального зльоту Як-38.
Після виходу в січні й квітні 1984 року урядових постанов про створення палубних винищувачів МіГ-29 і Су-27 активізувалися роботи з виготовлення катапульти «Світлана-1», внутрішній діаметр двох циліндрів якої дорівнював 50 см, а довжина — близько 90 м. Щоб катапульта змогла розігнати протягом декількох секунд літак до швидкості зльоту 270–280 км на годину, потрібно було накопичити максимальну кількість пари, а потім миттєво направити його під човник катапульти. Волгодонський завод «Атоммаш» виготовив для НИТКА дослідні пароакумулятори і систему жаростійких трубопроводів, здатних пропускати великі обсяги пари високого тиску. Однак через те, що в СРСР так і не було розроблено повноцінного авіаносця, катапульта, в розробку якої було вкладено роботу не одного десятка КБ і заводів, так і залишилася непотрібною. Катапульта № 2, під яку проєктом зарезервоване місце на тренажері не встановлювалася.
Енергозабезпечення полігону здійснювалося за допомогою трьох дизель-генераторів потужністю 680 КВт кожний.
Трампліни: спочатку на комплексі був встановлений трамплін Т-1 з кутом сходу 8°. Перший зліт з трампліна було здійснено 21 серпня 1982 року на літаку МіГ-29. Однак, за розрахунками конструкторів, оптимальний кут сходу мав становити 12° для МіГ-29 і 18° для Су-27. Через це було запропоновано розробити трамплін зі змінним кутом сходу, але така конструкція за розрахунками виявилася занадто громіздкою, і від цієї ідеї відмовилися. Для другого трампліну, який отримав назву Т-2, був обраний компромісний кут у 14 градусів. ЧСЗ терміново виготовив новий трамплін — у вересні 1984 року з нього розпочалися польоти літаків Су-27, МіГ-29 і Су-25УТГ.

## Експлуатація

### Радянський період (1981—1991)
У 1981 році в авіагарнізоні Саки-4 був сформований 23-й випробувальний навчально-тренувальний комплекс. 21 серпня 1986 року він переформований у 39-е управління випробувального навчально-тренувального комплексу корабельної авіації, а сам комплекс отримав назву «НИТКА».
Перший зліт з трампліна з кутом сходу вісім градусів здійснив 21 серпня 1982 року льотчик-випробувач ДКБ-155 Міністерства авіаційної промисловості СРСР імені А. І. Мікояна і М. І. Гуревича Герой Радянського Союзу А. Г. Фастовець на літаку МіГ-29ЛЛ.

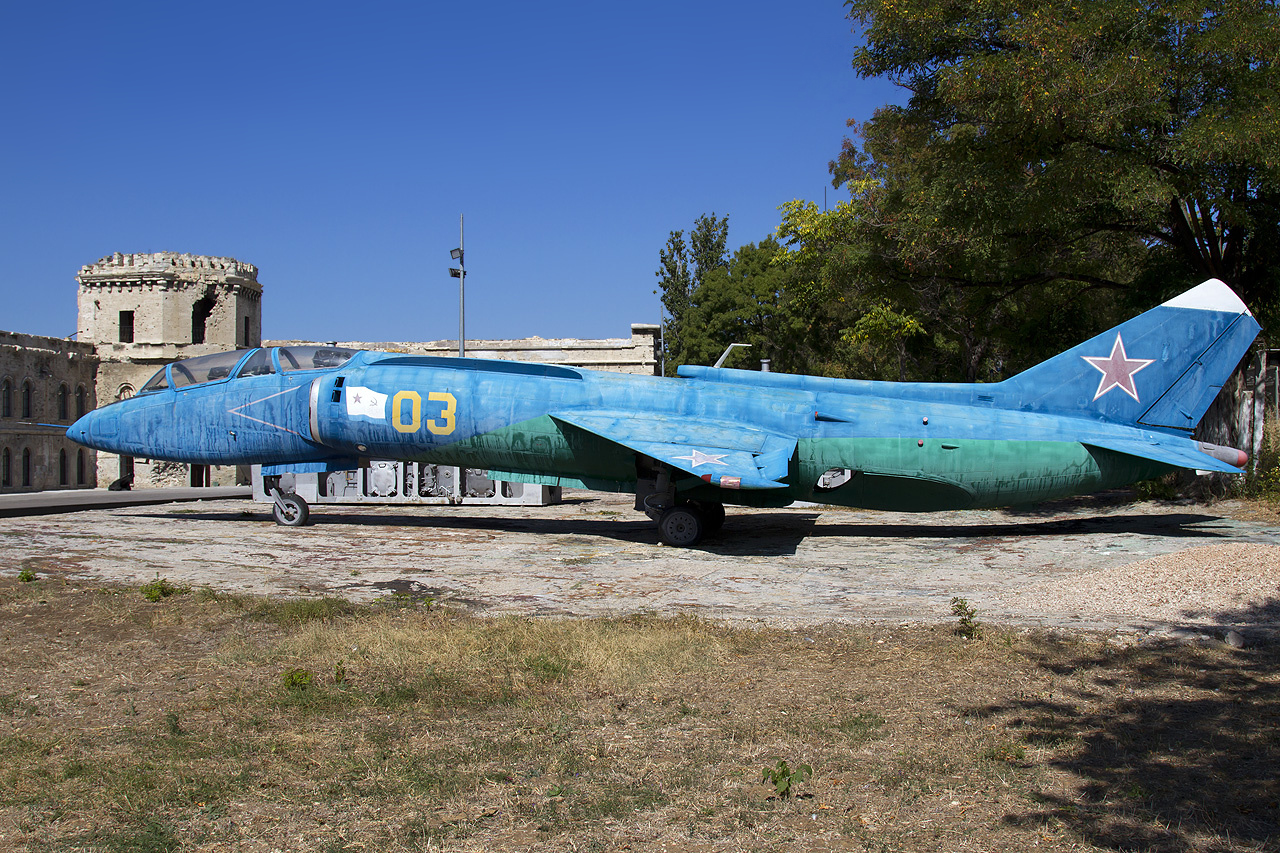
Сакський навчально-тренувальний Як-38У в Морському музеї України, Севастополь.

У вересні 1984 року почалися польоти літаків Су-27 і МіГ-29. Перший зліт з нового трампліна на літаку Су-27 здійснив льотчик-випробувач Герої Радянського Союзу М. Ф. Садовніков, на літаку МіГ-29 — Герой Радянського Союзу В. Є. Меніцький. Після них польоти з «Нитки» на літаках МіГ-29 і Су-27 виконували льотчики-випробувачі Герої Радянського Союзу О. В. Федотов, Б. А. Орлов, В. Г. Пугачев та інші. Це були перші у світовій практиці злети літаків зі звичайною аеродинамікою з трампліна.
Одночасно розпочалися випробувальні польоти спеціально створеного для підготовки льотчиків корабельної авіації двомісного навчально-бойового літака Су-25УТГ (рос. учебно-тренировочный с гаком). Перші посадки з використанням аерофінішерів були виконані на літаках Су-27К В. Г. Пугачовим і МіГ-29К Т. О. Аубакировим.
Директивою головного штабу ВМФ від 13 грудня 1988 року на базі 39-го управління в Саках був створений 1063-й Центр бойового застосування корабельної авіації, до якого увійшли 23 ІУТК, 229-й окремий корабельний інструкторсько-дослідний штурмовий авіаполк (на літаках Як-38, пізніше МіГ-21 і Су-25) і сформований 10 березня 1986 року 100-й окремий корабельний винищувальний авіаційний полк (на літаках Су-27 і МіГ-29), а також частини забезпечення — батальйон зв'язку і батальйон аеродромно-технічного забезпечення. Центр замикався на 33-й Центр бойового застосування і переучування льотного складу авіації ВМФ імені Преображенського (Миколаїв).
У 1991 році, в ході випробувань літака Су-27К, в акваторії Чорного моря льотчики 100-го авіаполку Т. А. Апакідзе і А. П. Яковлев 26 і 27 вересня 1991 року виконали перші самостійні посадки на корабель — важкий авіаносний крейсер «Тбілісі» (нині «Адмірал флоту Радянського Союзу Кузнецов» ВМФ РФ). Льотчики С. Г. Расссказов і Л. Стратонітський, які також були підготовлені до польотів на «Тбілісі», але на літаках МіГ-29К, здійснити посадку на корабель не змогли — авіанесучий крейсер був терміново виведений у море і перебазований на Північний флот.

### У ВМС незалежної України. Підготовка льотчиків ВМФ РФ

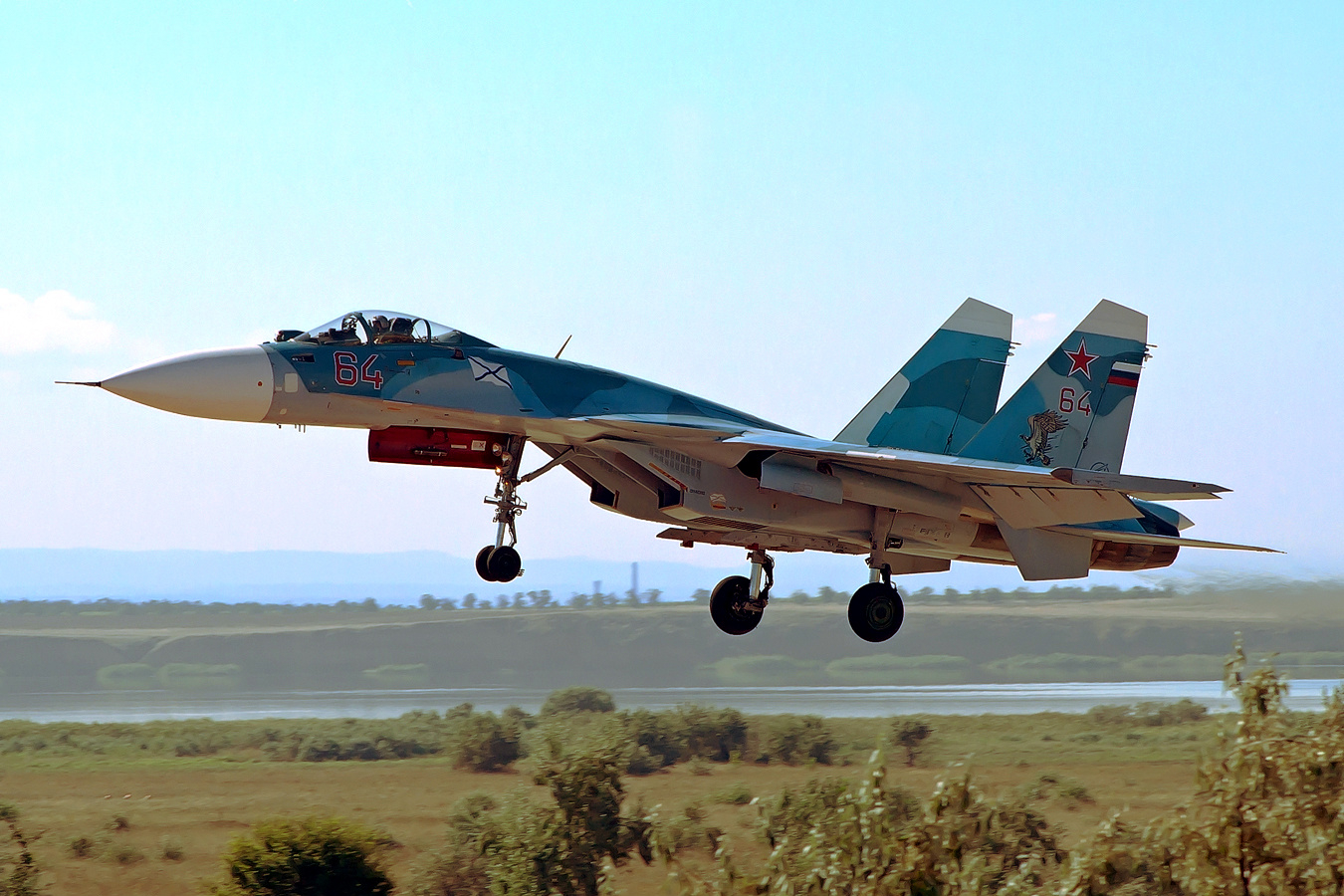
Палубний винищувач Су-27К (Су-33) над полігоном НИТКА, Саки, 2010

10 квітня 1992 року в урочистій обстановці 1063-й Центр бойового застосування корабельної авіації на чолі з полковником авіації Віктором Безногих присягнув Україні. Наказом Міністра оборони з'єднання було зараховане до складу Збройних Сил України. Перехід Центру майже повним складом під Державний прапор України вслід за Донузлавським і Очаківським гарнізонами надто багато значив у формуванні Військово-Морських Сил України. Спочатку 1063-й ЦБЗКА і НИТКА були підпорядковані 3-й філії ГЛІЦ (Приморський, Феодосія), яка у свою чергу підпорядковувалася 5-му авіаційному корпусу ВПС України. А в липні 1993 року, з формуванням авіації Військово-Морських Сил 100-й і 299-й полки увійшли до її складу. На базі Центру бойового застосування корабельної авіації ВМС було сформоване управління авіації Військово-Морських Сил. Командувачем авіацією Військово-Морських Сил України був призначений генерал-майор Микола Воловін.
Оскільки воєнна доктрина України не передбачає ведення активних воєнних дій на океанському ТВД і Збройні сили України не потребують авіаносців, то й підготовка льотчиків літаків палубної авіації для ЗС України є зайвою. Тому певний час тренажерний комплекс за призначенням не використовувався.
7 лютого 1997 року уряди України і Російської Федерації підписали угоду Про використання полігона злітно-посадкових систем «Нитка». Сторони домовилися про спільне використання полігону НИТКА. За угодою Україна дозволила Росії використовувати полігон у складі злітно-посадкової смуги з трампліном і комплексом засобів та механізмів, що забезпечують трамплінний зліт і аерофінішерну посадку літаків, а також зобов'язалася надавати послуги щодо підготовки льотного складу, проведення випробувань об'єктів авіаційної та морської техніки, забезпечення експлуатації полігона. За надані послуги російська сторона мала постачати Україні запасні частини, агрегати, комплектуючі вироби до літаків типу «Су» Повітряних сил України на суму, еквівалентну витратам української сторони за надання полігона, підтримання його у справному стані та надані послуги з підготовки льотчиків.
З того часу до 2008 року на українському полігоні щорічно проходили тренування льотчики 279-го корабельного винищувального авіаційного полку Північного флоту Росії (аеродром базування Сєвєроморськ-3) на літаках Су-27К, Су-27УБ та Су-25УТГ. Тренування тривалістю 1,5-2 місяці, зазвичай проходили в літній період.

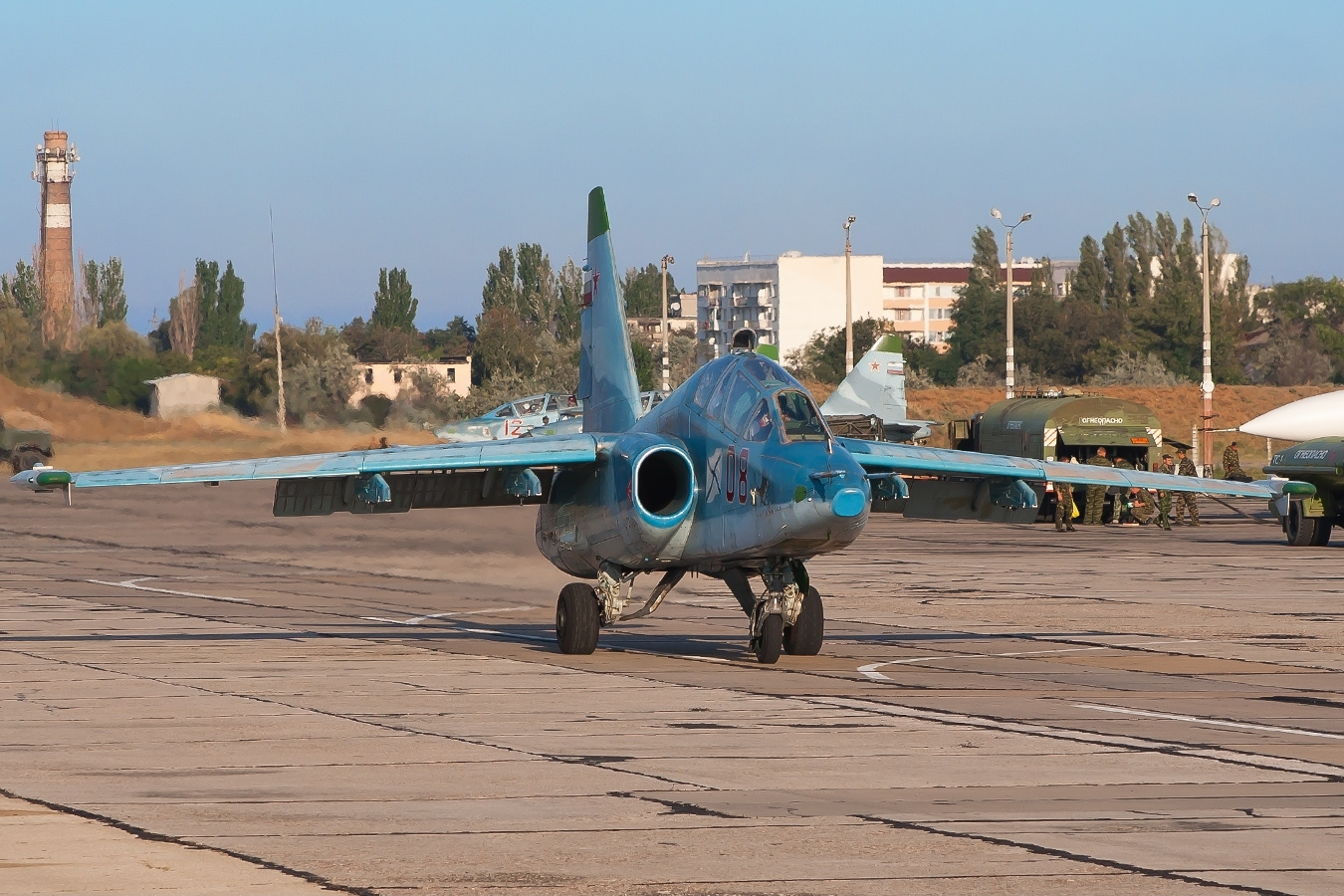
Навчально-тренувальний літак Су-25УТГ на полігоні НИТКА, Саки, 2010.

Після агресії Росії проти Грузії у серпні 2008 року співробітництво України й Росії з підготовки російських льотчиків було призупинене. За версією, оприлюдненою для ЗМІ заступником командувача морською авіацією ВМФ Росії Миколою Куклевим 5 вересня 2008 року, «9 серпня 2008 року МЗС України виступив із заявою, в якій тренування російських льотчиків на тренажері в Криму вважає недоцільним». Насправді такої заяви міністерство закордонних справ України не робило. У зв’язку з російсько-грузинським збройним конфліктом, що тривав, 9 серпня було заборонено перебазування з Анапи до Сак літаків, на яких російські пілоти мали тренуватися. Генеральний штаб ЗС України, у свою чергу, дав згоду на проведення цих тренувань, які мали розпочатися 11 вересня. Внаслідок політико-дипломатичних суперечок між двома державами тренування льотчиків у 2008 році так і не відбулись.
Не відбулися тренування російських льотчиків на «Нитці» й 2009 року. Причина — не був продовжений термін експлуатації аерофінішера. Російська сторона причиною зриву тренувань назвала «постійно мінливу політичну кон'юнктуру на Україні й невміння українських політиків відповідати за свої слова».
Наступні польоти з «Нитки» відбулися лише у 2010 році: 21 серпня 2010 року на аеродром Саки прибули російські літаки Су-27К, МіГ-29К, Су-27КУБ та Су-25УТГ, а тренування почалися 5 вересня та тривали близько 20 днів. За словами командира окремого корабельного винищувально-авіаційного полку морської авіації Північного флоту ВМФ РФ Євгена Кузнєцова, російські льотчики залишилися задоволеними організацією підготовки льотчиків спеціалістами полігона.
20 серпня 2012 року міністр оборони України Дмитро Саламатін і міністр оборони Російської Федерації Анатолій Сердюков підписали протокол Про внесення змін до Угоди між урядом України і урядом Російської федерації про використання полігона злітно-посадкових систем «Нитка». Реалізація протоколу дасть змогу перейти на розрахунки за використання полігона у твердій грошовій сумі замість отримання запчастин, збільшити перелік авіаційної техніки, яка залучатиметься для проведення випробувань на полігоні, а також використовувати полігон в інтересах не тільки Російської Федерації, а й інших держав.
У 2013 році Росія відмовилася від тренування льотчиків на полігоні «Нитка» в Криму. Пізніше, 4 вересня 2013 року, під час 6-го засідання підкомітету з питань безпеки Україно-російської міждержавної комісії, яке відбулося в Москві, російська сторона повідомила про відмову у використанні тренувального комплексу «Нитка» з 2014 року. Українська сторона зі свого боку заявила про готовність припинити дію російсько-української міжурядової угоди 1997 року, яка регламентує використання полігону в інтересах ВМФ РФ.
Офіційний представник МО РФ 7 січня 2014 року заявив, що з 2014 року переучування льотчиків 279-го корабельного винищувального авіаційного полку Північного флоту Росії на літаки МіГ-29К буде здійснюватися на аналогічному комплексі Центру бойового застосування і переучування льотного складу авіації ВМФ в Єйську.
9 серпня 2022 року біля Новофедорівки пролунали потужні вибухи на аеродромі російських окупантів. За повідомленнями місцевих мешканців стало відомо, що спочатку пролунали 4 вибухи, згодом з'явилась інформація про 6-7, а потім навіть — 15 потужних вибухів. Саме з цього військового аеродрому злітають винищувачі та бомбардувальники, які в ході широкомасштабного російського вторгнення в Україну атакують населенні пункти Південної України.

## Іноземні аналоги

### Сполучені Штати Америки

Китайський тренажер — габаритна копія середнього авіаносця в місті Ухань з літаком J-11В на «палубі»

Військово-морські сили США мають на озброєнні 11 багатоцільових авіаносців і відповідну кількість авіакрил авіаносної авіації (типове авіаносне крило нараховує 86-88 літаків палубної авіації). Наземна підготовка молодих льотчиків морської авіації здійснюється у навчальних авіакрилах на авіабазах Чейз-Філд і Кнінгсвілл (штат Техас). Польоти здійснюються на польову модель посадкової палуби авіаносця, яка являє собою аеродромну злітно-посадкову смугу, обладнану гальмівною системою (аерофінішерами). На першому етапі відпрацьовуються польоти з виконанням маневру «торкання-зліт» (англ. touch-and-go), тобто літак, ідучи на посадку, торкається ЗПС у визначеній точці і знову на форсажі злітає. На наступному етапі підготовки виконуються посадки з використанням системи гальмування — льотчик випускає гальмівний гак, який зачіпається за один з гальмівних тросів. Після відпрацювання техніки посадки на польовій моделі льотчики продовжують навчання на справжньому авіаносці.

### Китайська Народна Республіка
Китай поступово розвиває своє виробництво палубних винищувачів J-15 і тепер вже безпосередньо розпочав оснащувати необхідні для підготовки льотного складу палубної авіації наземні тренажерні комплекси. У 2010 році низка ЗМІ, з посиланням на японську газету «Асахі», заявила про те, що Китай почав будівництво двох наземних комплексів, призначених для підготовки пілотів палубної авіації, які імітують злітно-посадкову палубу авіаносця, в провінціях Ляонін і Шеньсі. За оцінкою експертів, один з них — наземний тренажерний комплекс в Хулудао, провінція Ляонін, — майже практична копія української «Нитки».
Але найцікавіший об'єкт знаходиться на березі Бохайської затоки в Жовтому морі. На околиці міста Ухань в провінції Хубей збудований «наземний авіаносець» — майже повна габаритна копія середнього авіаносця з островом, польотною палубою і трампліном, яка за зовнішнім виглядом схожа на авіанесучий крейсер проєкту 1143.6 «Варяг» (нині китайський авіаносець «Ши Лан»).

### Російська Федерація
Росія болісно сприйняла перебої з підготовкою льотчиків палубної авіації РФ в Саках. 21 січня 2009 року в 949-му державному льотно-випробувальному центрі (місто Ахтубінськ, Астраханської області) відбулося виїзне засідання військово-промислової комісії при уряді Російської Федерації під головуванням заступника голови уряду РФ Сергія Іванова. Одним з питань, яке обговорювалося в ході засідання ВПК, було питання створення на базі авіагарнізону Єйськ Центру підготовки льотчиків морської авіації з авіаційним багатофункціональним тренажерно-полігонним комплексом. За словами Іванова в рамках федеральної цільової програми «Створення системи базування Чорноморського флоту на території Російської Федерації в 2004–2020 роки» урядом РФ визначено кошторис на створення Центру підготовки льотчиків морської авіації (ЦПЛМА) з авіаційним багатофункціональним тренажерно-полігонним комплексом на території Єйського вищого військового авіаційного училища імені В. М. Комарова (нині — філія Військово-повітряної академії РФ). Рішення про створення ЦПЛМА в Єйську було прийняте урядом Росії ще у грудні 2007 року. Зміни до ФЦП, які передбачають фінансування об'єкту, затверджені президентом РФ наприкінці 2008 року. Кошторис робіт становив 5,7 млрд рублів до 2011 року. Формальним приводом для будівництва є «позбавлення залежності від України при підготовці льотчиків для важкого авіаносного крейсера „Адмірал Кузнецов“ на тренажерному комплексі НИТКА, орендованого в Україні».

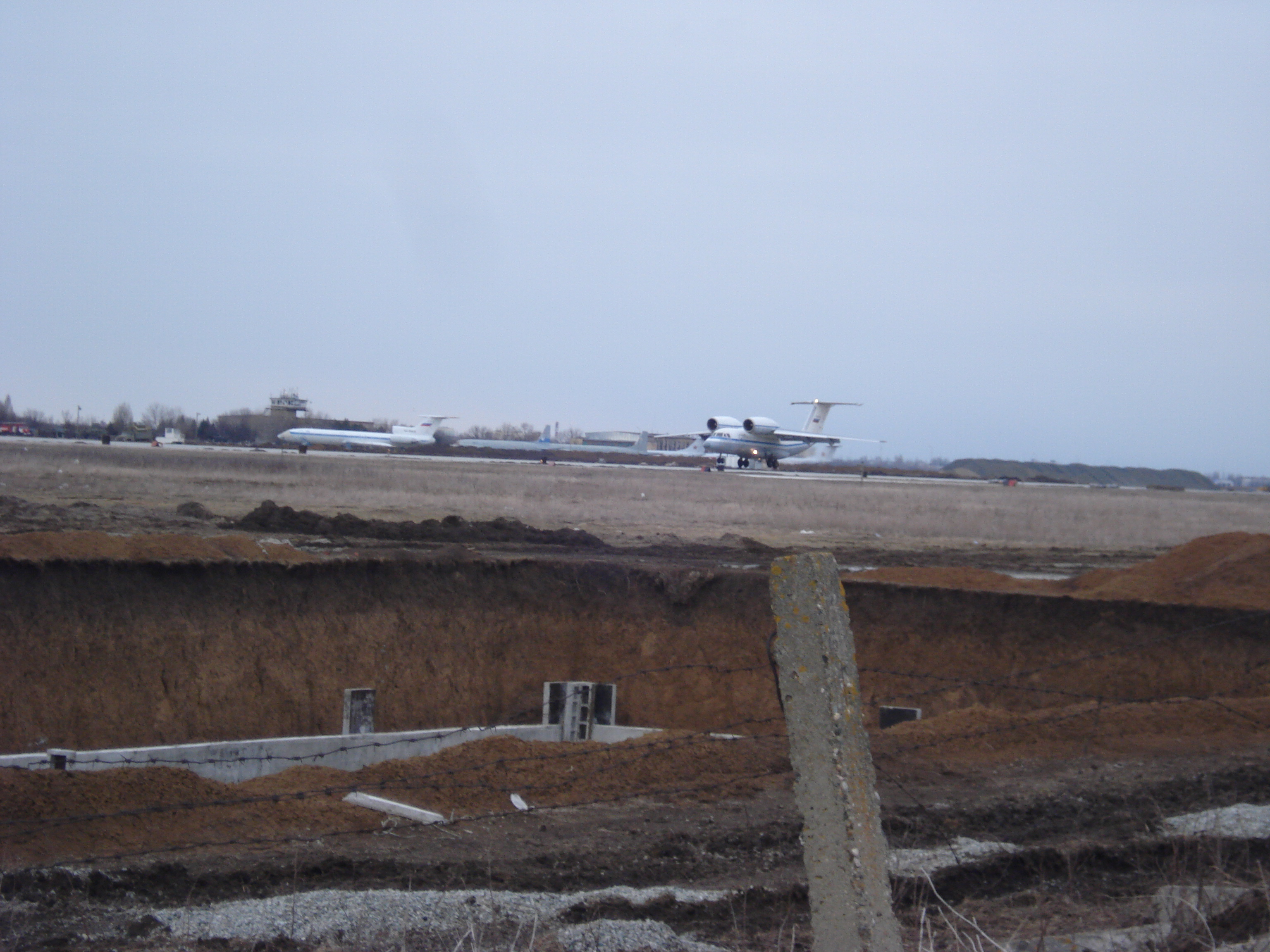
Аеродром Єйськ. Березень 2012. На передньому плані — котловани для блоків тренажерного комплексу

Відповідно до проєктної документації ЦПЛМА, серед іншого планується будівництво на узбережжі Єйського лиману тренажерного комплексу палубної авіації, аналогічного українській «Нитці». У 2010 році з Качі під Севастополем до Єйську був виведений 859-й центр бойового застосування і переучування льотного складу морської авіації, на базі якого і створюється новий комплекс. За даними російських ЗМІ, в квітні 2012 року в Єйську розпочався монтаж трампліна, а в серпні — обладнання злітно-посадкового блоку аерофінішерами. Командування морської авіації РФ заявляло, що завершить будівництво Єйського тренажеру у 2013 році, однак у грудні 2013 року командувач морської авіації заявив, що ввести в експлуатацію наземну модель палуби авіаносця вдасться не раніше лютого 2014-го.

### Індія
Будівництво тренажера SBTF (від англ. Shore-Based Test Facility) на авіабазі ВМС Індії Ханса в штаті Гоа здійснюється росіянами за контрактом з ВАТ «Рособоронэкспорт» від 2009 року. Тренажер є статичною копією перспективного авіаносця «Вікрант», обладнаний трампліном з кутом сходу 14º і аерофінішерами. Тренажер призначений для тестових польотів легких винищувачів LCA (N) Tejas а також підготовки льотчиків МіГ-29К. У березні 2012 року ВАТ «Пролетарський завод» відвантажив аерофінішери «Светлана-2» за індійським замовленням. У 2012–2013 роках ВАТ «Невское ПКБ» на полігоні також побудовано стартовий блок з трампліном.

## Міфи про «Нитку»
- Міф про те, що «Нитка» це «підземний корабель», копія авіаносного крейсера «Адмірал Кузнецов»: «НИТКА — це унікальний комплекс, який являє собою трьохпалубний підземний корабель … який за розмірами відповідає крейсеру „Адмірал флоту Радянського Союзу Кузнєцов“». Автором легенди мимоволі став один з «батьків» «Нитки», будівник радянських авіаносців і автор книг про них Валерій Васильович Бабич, який в одній з публікацій образно порівняв НИТКА з «трипалубним підземним кораблем»[5], маючи на увазі те, що складний комплекс підземних комунікацій блоку, які місцями сягають трьох поверхів, насичений потужними паросиловими і електрогідравлічними пристроями, кабель-мережами і обладнанням схожий на справжній корабель. Порівняння тренажерного комплексу з льотною палубою важкого авіаносного крейсера «Адмірал Кузнецов» виникло через те, що останній, на жаль, залишився єдиним в історії авіанесучим кораблем радянського будівництва, для наземної підготовки авіакрила якого використовувалася НИТКА. Заради істини слід зазначити, що ціла низка злітно-посадкових елементів, прототипи яких вперше були використані на «Нитці», в подальшому були реалізовані під час проєктування і будівництва перспективних авіанесучих кораблів[4].
- Міф про те, що «Нитка» імітує хитавицю палуби корабля: «потужні гідравлічні агрегати створюють на зльоті „морську хитавицю“… і можна побачити як літаки сідають на палубу, що коливається в степу». «Автори» легенди стали жертвою містифікацій радянських чекістів. У 1970-х роках, в часи, коли формувалася концепція полігона НИТКА, органами військової контррозвідки здійснювалися заходи з протидії іноземним технічним розвідкам (так звана, ПДІТР). Згідно з планом ПДІТР була запущена чутка про «хитку платформу» посадкового блоку. Байка виявилася настільки добротною і живучою, що досі половина жителів Сак «по секрету» повідомлять вам цю подробицю.  Дезінформацією задля популярності займаються і солідні видання[1]. В реальності реалізація такої ідеї технічно неможлива через величезну вагу посадкового блоку.

## Офіційні джерела
- Угода між Урядом України та Урядом Російської Федерації про використання полігону злітно-посадкових систем «Нитка» від 01.07.2004
- Постанова КМУ про підписання Протоколу про внесення змін до Угоди між Урядом України та Урядом Російської Федерації про використання полігону злітно-посадкових систем «Нитка» від 15.08.2012